# Hrádek (Kutná Hora)

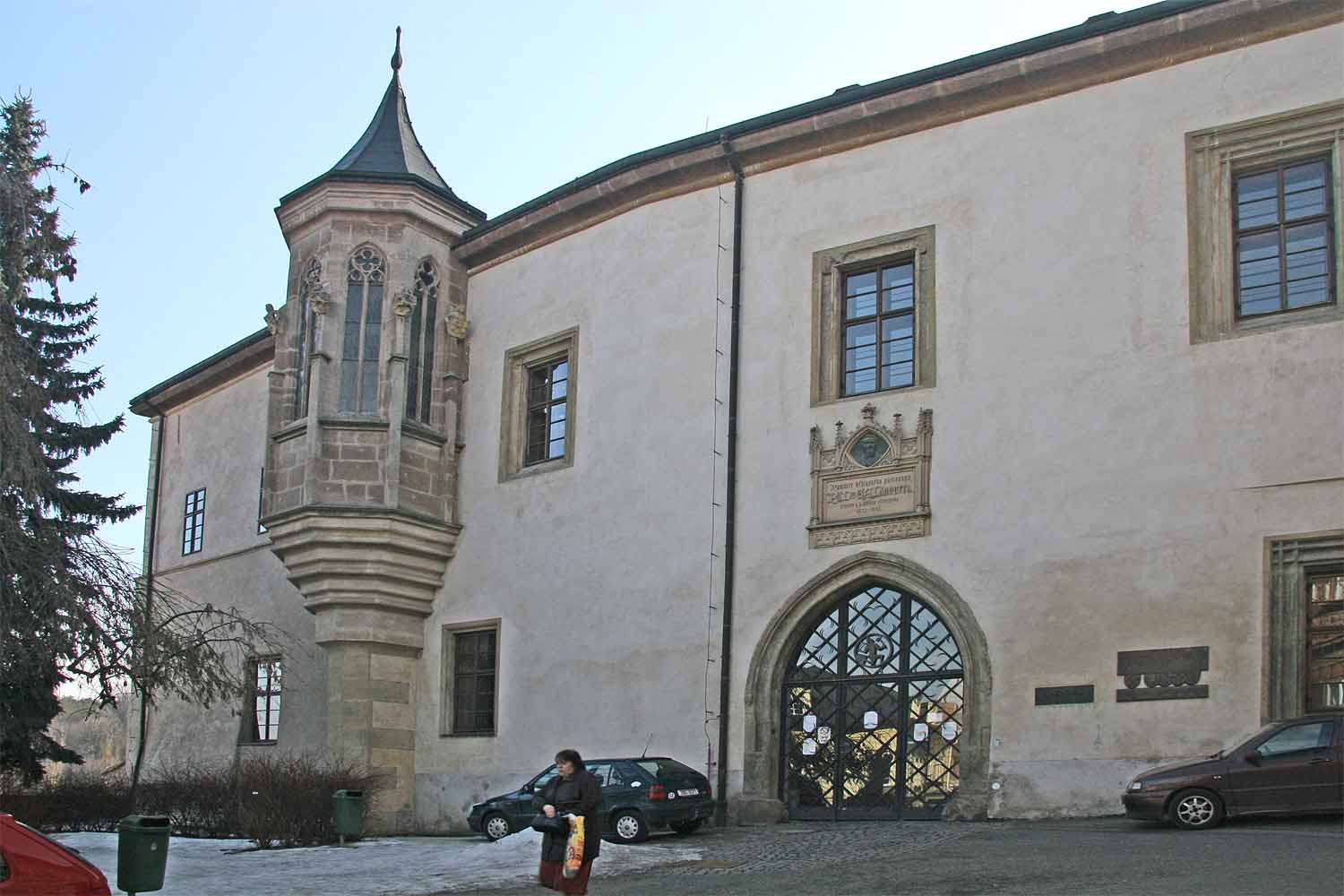
Hrádek

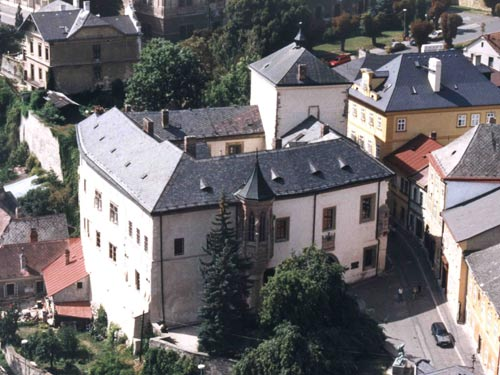
Widok z lotu ptaka

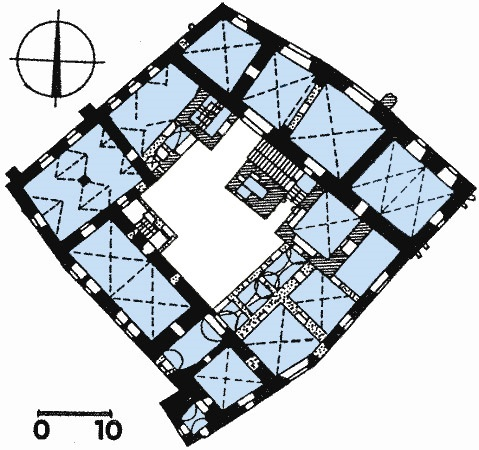
Rzut przyziemia

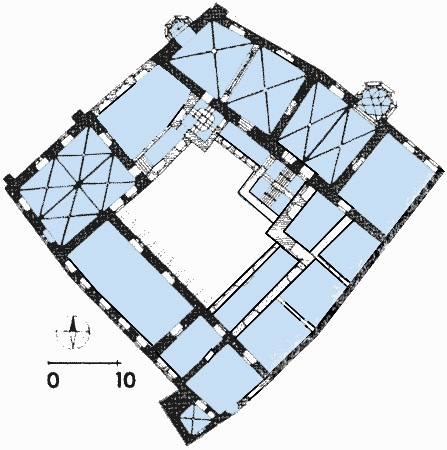
Rzut piętra

Hrádek – zameczek szlachecki znajdujący się w miejscowości Kutná Hora, obecnie główna siedziba Czeskiego Muzeum Srebra (České muzeum stříbra).

## Historia
Pierwotnie była to wieża wchodząca w skład miejskich fortyfikacji. Pierwsza wzmianka o budowli pochodzi z 1312 r. (właścicielem był niejaki Herman de Castro). Następnie Hrádek został przebudowany na przełomie XIV i XV wieku, kiedy jego właścicielem był wójt Václav z Donína. Ponowna przebudowa miała miejsce pod koniec XV w., kiedy to dawna średniowieczna twierdza przekształciła się w siedzibę patrycjuszy.
Wielką rozbudowę rozpoczął przedsiębiorca Michal Preklov, ale w 1490 r. zmuszony został do odsprzedaży zameczku kupcowi Janowi Smíškowi z Vrchovišť. Obiektowi nadano kształt w stylu tzw. jagiellońskiego gotyku: okna zostały ozdobione małymi fasadami górników, północna fasada uzyskała wykusz na wrzecionowym słupku z bogatym kamiennym zdobieniem. W 1504 r. powstała wykuszowa kaplica św. Wacława, w której znajdują się malowidła ścienne właścicieli ziemskich, symboli ewangelistów i dobrodziejów, z Janem Smiškiem i jego żoną Anną włącznie.
W dużej sali na pierwszym piętrze zachował się wczesnorenesansowy malowany sufit kasetonowy z 1493 r. W pobliżu znajduje się ukryty pokój prywatny ze zdobieniami freskowymi, nawiązującymi do herbu Smiška.
W 1686 r. Hrádek kupili jezuici i urządzili w nim seminarium, którym pozostawał do 1773, kiedy nastąpiła kasacja zakonu. W XIX i na początku XX w. (do 1912 r.) mieścił się tu Instytut Nauczycielski. Od połowy XX w. Hrádek stał się siedzibą Czeskiego Muzeum Srebra (choć pierwsze muzeum o podobnej tematyce założono już w 1877 r.). W podziemiach udostępniono turystom m.in. tunele starej kopalni, odkryte w latach 60. XX w.